# Lędowo (Ustka)
Lędowo (deutsch Lindow) ist ein Dorf der Gemeinde Ustka (Stolpmünde) im Powiat Słupski der polnischen Woiwodschaft Pommern.

## Geographische Lage
Lędowo liegt in Hinterpommern, etwa 18 Kilometer nordwestlich der Stadt Słupsk (Stolp) und vier Kilometer südwestlich der Hafenstadt Ustka (Stolpmünde) an der Ostsee. Durch die Ortschaft fließt der Bach Woddi.

## Geschichte
Lędowo (früher auch Lynow) war ein Gutsdorf, welches in Form eines Zeilendorfs angelegt worden war. Im Jahr 1355 erhielt Friedrich Krümmel die Güter Dünnow, Muddel, Horst, Lindow und Starkow zum Lehen als Gegenleistung für die Hergabe seines Dorfs Sylcksdorf an das Herzogshaus. Nach 250 Jahren erlosch das Geschlecht der Krümmel. Die Dörfer Dünnow, Lindow und Muddel fielen im Jahr 1610 Angehörigen der Familie Below zu, die sie bis 1843 in Besitz hatten. Im Jahr 1766 kam Lindow vorübergehend in den Besitz von Lorenz Wilhelm von Gottberg, der es von Martin Heinrich von Below auf Dünnow auf zwanzig Jahre wiederkäuflich erworben hatte. Um 1784 gehörten zu Lindow ein Vorwerk, fünf Bauern, ein Bauernhof, der besonders verpachtet war, ein Kossäte und ein Fischer in Muddel, zwei Kossäten in Dünnow, ein Schulmeister und insgesamt 19 Haushaltungen. Am 9. November 1843 verkaufte Karl Friedrich Wilhelm von Below die Güter Dünnow, Lindow und Muddel an den Gutsbesitzer Otto Frankenstein. Vor 1849 hatte Lindow 187 Einwohner. Von Frankenstein erwarb die drei Güter 1857 Alfred Herzog von Croÿ (1789–1861). Frankenstein war anschließend Pächter der drei Güter, die er verwaltete. Im Jahr 1876 wurde Lindow aus dem Landkreis Schlawe aus- und in den Landkreis Stolp eingegliedert. Die Pachtung der drei Güter wurde nach Frankenstein von dessen Schwiegersohn, dem Oekonomierat Leo Scheunemann, fortgesetzt, der alle drei Güter selbst bewirtschaftete. Es folgte als Pächter sein ältester Sohn, Bernhard Scheunemann, der die Güter vom 1. Juli 1904 an bis 1945 bewirtschaftete.

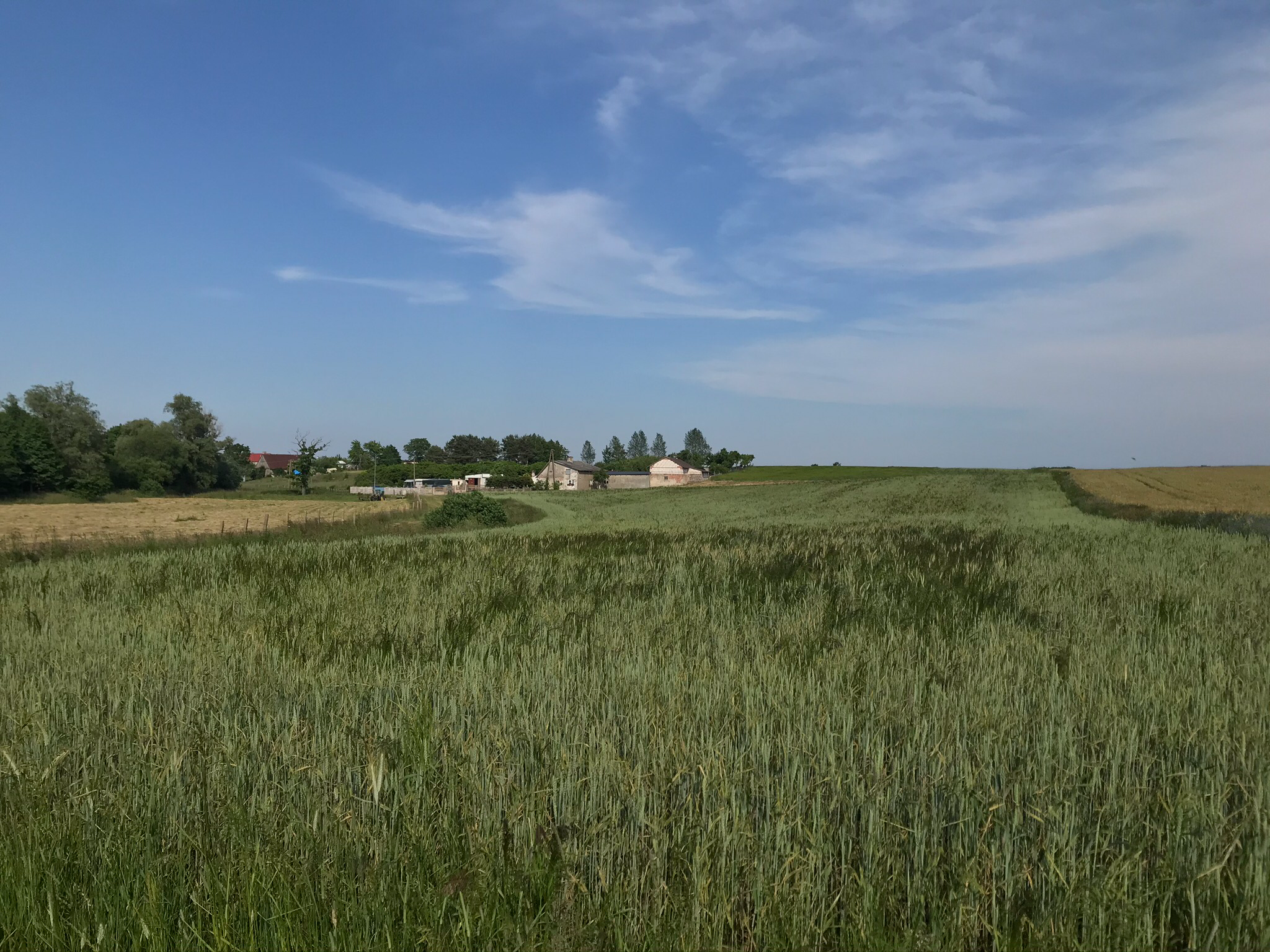
Felder in Lindow

Im Jahr 1925 standen in Lindow 26 Wohngebäude. Im Jahr 1939 wurden 171 Einwohner gezählt, die in 47 Haushaltungen lebten. Außer dem zuletzt 250 Hektar großen Gut gab es in Lindow 15 weitere landwirtschaftliche Betriebe.
Vor Ende des Zweiten Weltkriegs gehörte das Dorf Lindow zum Landkreis Stolp im Regierungsbezirk Köslin der Provinz Pommern. Die Gemeindefläche war 368 Hektar groß. Lindow war der einzige Wohnort in der Gemeinde Lindow.
Gegen Ende des Zweiten Weltkriegs wurde Lindow am 8. März 1945 von einer berittenen Einheit der Sowjetarmee besetzt. Am 6. April 1945 ließen die sowjetischen Truppen alles Vieh, insgesamt rund 700 Schafe und 350 Kühe, wegschaffen. Ende 1946 begannen die Polen mit der Besetzung der Gehöfte, das Gut blieb bis 1947 unbesetzt. Die deutschen Dorfbewohner wurden nach und nach vertrieben. Lindow wurde in Lędowo umbenannt.
Später wurden in der Bundesrepublik Deutschland 71 und in der DDR 54 aus Lindow vertriebene Dorfbewohner ermittelt.
Das Dorf hat heute etwa 40 Einwohner.

### Kirche
Die vor 1945 in Lindow anwesenden Dorfbewohner waren evangelisch. Lindow war dem Kirchspiel Dünnow angegliedert und gehörte damit zum Kirchenkreis Stolp-Stadt.

### Schule
Vor 1945 hatte Lindow eine eigene Volksschule. Im Jahr 1932 war diese Schule einstufig; zu diesem Zeitpunkt unterrichtete hier ein einzelner Lehrer 35 Schulkinder.